# Bacteria dreyfusi
Bacteria dreyfusi är en insektsart som först beskrevs av Brunner von Wattenwyl 1907.  Bacteria dreyfusi ingår i släktet Bacteria och familjen Diapheromeridae. Inga underarter finns listade.